# Championnat du Maranhão de football
Le Championnat du Maranhão (en portugais : Campeonato Maranhense) est une compétition brésilienne de football se déroulant dans l'État du Maranhão et organisée par la Fédération du Maranhão de football. C'est l'un des 27 championnats des États brésiliens.

## Organisation
Première division.
- Première phase :
  - Matchs aller-retours, chaque équipe affronte deux fois les autres équipes.
  - Série éliminatoire en matchs aller-retours entre les 4 premiers du classement.

- Deuxième phase :
  - Matchs aller-retours, chaque équipe affronte deux fois les autres équipes.
  - Série éliminatoire en matchs aller-retours entre les 4 premiers du classement.

- Troisième phase (si nécessaire) :
  - Série éliminatoire en matchs aller-retours entre les vainqueurs de la première et de la deuxième phase.

Le club qui remporte les deux premières phases est sacré champion. Sinon, la troisième phase détermine le champion. Comme pour les autres championnats d'État brésilien, les règles sont susceptibles d'être modifiées à chaque début de saison.

## Clubs de l'édition 2020
Première division :
- Cordino EC
- Imperatriz de Desportos
- Maranhão AC
- Moto Club
- Pinheiro AC
- Sampaio Corrêa
- SE Juventude
- São José de Ribamar EC

## Palmarès
| Année | Champion                    |
| ----- | --------------------------- |
| 1918  | SC Luso Brasileiro (1)      |
| 1919  | SC Luso Brasileiro (2)      |
| 1920  | Football AC (1)             |
| 1921  | Fênix FC (1)                |
| 1922  | SC Luso Brasileiro (3)      |
| 1923  | SC Luso Brasileiro (4)      |
| 1924  | SC Luso Brasileiro (5)      |
| 1925  | SC Luso Brasileiro (6)      |
| 1926  | SC Luso Brasileiro (7)      |
| 1927  | SC Luso Brasileiro (8)      |
| 1928  | Vasco da Gama FC (1)        |
| 1929  | Non disputé                 |
| 1930  | SC Sírio (1)                |
| 1931  | Suspendu                    |
| 1932  | Tupan EC (1)                |
| 1933  | Sampaio Corrêa FC (1)       |
| 1934  | Sampaio Corrêa FC (2)       |
| 1935  | Tupan EC (2)                |
| 1936  | Non disputé                 |
| 1937  | Maranhão AC (1)             |
| 1938  | Tupan EC (3)                |
| 1939  | Non disputé                 |
| 1940  | Sampaio Corrêa FC (3)       |
| 1941  | Maranhão AC (2)             |
| 1942  | Sampaio Corrêa FC (4)       |
| 1943  | Maranhão AC (3)             |
| 1944  | Moto Club (1)               |
| 1945  | Moto Club (2)               |
| 1946  | Moto Club (3)               |
| 1947  | Moto Club (4)               |
| 1948  | Moto Club (5)               |
| 1949  | Moto Club (6)               |
| 1950  | Moto Club (7)               |
| 1951  | Maranhão AC (4)             |
| 1952  | Vitória do Mar FC (1)       |
| 1953  | Sampaio Corrêa FC (5)       |
| 1954  | Sampaio Corrêa FC (6)       |
| 1955  | Moto Club (8)               |
| 1956  | Sampaio Corrêa FC (7)       |
| 1957  | Ferroviário EC (1)          |
| 1958  | Ferroviário EC (2)          |
| 1959  | Moto Club (9)               |
| 1960  | Moto Club (10)              |
| 1961  | Sampaio Corrêa FC (8)       |
| 1962  | Sampaio Corrêa FC (9)       |
| 1963  | Maranhão AC (5)             |
| 1964  | Sampaio Corrêa FC (10)      |
| 1965  | Sampaio Corrêa FC (11)      |
| 1966  | Moto Club (11)              |
| 1967  | Moto Club (12)              |
| 1968  | Moto Club (13)              |
| 1969  | Maranhão AC (6)             |
| 1970  | Maranhão AC (7)             |
| 1971  | Ferroviário EC (3)          |
| 1972  | Sampaio Corrêa FC (12)      |
| 1973  | Ferroviário EC (4)          |
| 1974  | Moto Club (14)              |
| 1975  | Sampaio Corrêa FC (13)      |
| 1976  | Sampaio Corrêa FC (14)      |
| 1977  | Moto Club (15)              |
| 1978  | Sampaio Corrêa FC (15)      |
| 1979  | Maranhão AC (8)             |
| 1980  | Sampaio Corrêa FC (16)      |
| 1981  | Moto Club (16)              |
| 1982  | Moto Club (17)              |
| 1983  | Moto Club (18)              |
| 1984  | Sampaio Corrêa FC (17)      |
| 1985  | Sampaio Corrêa FC (18)      |
| 1986  | Sampaio Corrêa FC (19)      |
| 1987  | Sampaio Corrêa FC (20)      |
| 1988  | Sampaio Corrêa FC (21)      |
| 1989  | Moto Club (19)              |
| 1990  | Sampaio Corrêa FC (22)      |
| 1991  | Sampaio Corrêa FC (23)      |
| 1992  | Sampaio Corrêa FC (24)      |
| 1993  | Maranhão AC (9)             |
| 1994  | Maranhão AC (10)            |
| 1995  | Maranhão AC (11)            |
| 1996  | Bacabal EC (1)              |
| 1997  | Sampaio Corrêa FC (25)      |
| 1998  | Sampaio Corrêa FC (26)      |
| 1999  | Maranhão AC (12)            |
| 2000  | Moto Club (20)              |
| 2001  | Moto Club (21)              |
| 2002  | Sampaio Corrêa FC (27)      |
| 2003  | Sampaio Corrêa FC (28)      |
| 2004  | Moto Club (22)              |
| 2005  | Imperatriz de Desportos (1) |
| 2006  | Moto Club (23)              |
| 2007  | Maranhão AC (13)            |
| 2008  | Moto Club (24)              |
| 2009  | JV Lideral (1)              |
| 2010  | Sampaio Corrêa FC (29)      |
| 2011  | Sampaio Corrêa FC (30)      |
| 2012  | Sampaio Corrêa FC (31)      |
| 2013  | Maranhão AC (14)            |
| 2014  | Sampaio Corrêa FC (32)      |
| 2015  | Imperatriz de Desportos (2) |
| 2016  | Moto Club (25)              |
| 2017  | Sampaio Corrêa FC (33)      |
| 2018  | Moto Club (26)              |
| 2019  | Imperatriz de Desportos (3) |
| 2020  | Sampaio Corrêa FC (34)      |
| 2021  | Sampaio Corrêa FC (35)      |
| 2022  | Sampaio Corrêa FC (36)      |
| 2023  | Maranhão AC (15)            |
| 2024  | Sampaio Corrêa FC (37)      |

## Bilan
| Club                    | Titres | Années |
| ----------------------- | ------ | --- |
| Sampaio Corrêa FC       | 37     | 1933, 1934, 1940, 1942, 1953, 1954, 1956, 1961, 1962, 1964, 1965, 1972, 1975, 1976, 1978, 1980, 1984, 1985, 1986, 1987, 1988, 1990, 1991, 1992, 1997, 1998, 2002, 2003, 2010, 2011, 2012, 2014, 2017, 2020, 2021, 2022, 2024 |
| Moto Club               | 26     | 1944, 1945, 1946, 1947, 1948, 1949, 1950, 1955, 1960, 1959, 1966, 1967, 1968, 1974, 1977, 1981, 1982, 1983, 1989, 2000, 2001, 2004, 2006, 2008, 2016, 2018                                                                   |
| Maranhão AC             | 15     | 1937, 1941, 1943, 1951, 1963, 1969, 1970, 1979, 1993, 1994, 1995, 1999, 2007, 2013, 2023 |
| SC Luso Brasileiro      | 8      | 1918, 1919, 1922, 1923, 1924, 1925, 1926, 1927 |
| Ferroviário EC          | 4      | 1957, 1958, 1971, 1973 |
| Tupan EC                | 3      | 1932, 1935, 1938 |
| Imperatriz de Desportos | 3      | 2005, 2015, 2019 |
| Football AC             | 1      | 1920 |
| Fênix FC                | 1      | 1921 |
| Vasco da Gama FC        | 1      | 1928 |
| SC Sírio                | 1      | 1930 |
| Vitória do Mar FC       | 1      | 1952 |
| Bacabal EC              | 1      | 1996 |
| JV Lideral              | 1      | 2009 |